# 松平晃
松平 晃（まつだいら あきら、1911年6月26日 - 1961年3月8日）は、昭和期の流行歌歌手。本名は福田恒治（ふくだつねはる）。
SPレコード歌謡の揺籃の時代から全盛期にかけて、「佐賀っぽ」という気質を前面に出し、青春のブリリアントな美質と野放図な大胆さでスターダムにのし上がった。芸名の「松平晃」は「松平の殿様のように豊かな生活がしたい」との思いからつけたとの説がある。
一方、歌以外でも機械いじりを得意とし、スポーツカーを乗り回し、自分で録音器を作って公演先からボイスレターを送ったり、テーブルマジックに長けていたりと意外かつ多彩な才能の持ち主でもあった。
同時期にデビューした歌手の楠木繁夫とは親友であり、1956年（昭和31年）に楠木が自殺した際には、涙ながらに「女の階級」を歌い出棺を見送ったという。

## 経歴

### コロムビア以前
1911年（明治44年）6月26日、佐賀県佐賀市の福田家に「福田恒治」（本名）として生まれる。
小学校の頃から歌が好きで、佐賀中学卒業後「音楽で身を立ててはどうか」と兄に勧められたこともあって音楽の道を志す。しかし旧家の出身であったこともあって父親に猛烈に反対されてしまい、兄の必死のとりなしでようやく許可がおり、単身上京。
1930年（昭和5年）の春、武蔵野音楽学校（現：武蔵野音楽大学）に入学。1931年（昭和6年）、東京音楽学校（現：東京芸術大学）師範科に転学、苦学をしながら声楽の基礎を学んだ。だが実家が借金の連帯保証人となっていたあおりを受けて邸宅や田畑を手放す不運にみまわれた上、病身の兄の治療費を捻出する必要があったため、仕送りが途絶えてしまった。苦境に立った福田は、同校の先輩・増永丈夫に相談する。
増永丈夫は声楽本科在学中で、将来を嘱望されていた。また、藤山一郎の芸名で、古賀政男が作曲した一連のヒット曲（古賀メロディー）を歌い一世風靡させ、流行歌手として高い評価を得ていた。増永は、ニットーレコードで「藤井竜男」名義でもレコード吹込みをしていたが、停学処分によって吹込みができなくなっていたことから、代わりとして福田をニットーレコードに紹介したのである。テストでは、増永がピアノ伴奏を受け持っている。
1932年（昭和7年）に「大川静夫」と名乗り、「夏は朗らか」「讃えよ若き日」でレコードデビュー。「夏は朗らか」は江口夜詩作曲。その甘い歌声はたちまち人気となり、福田青年は「池上利夫」「松平不二男」「小川文夫」などの変名を使い、ニットーの他ポリドール、キング、タイヘイ、テイチク、パルロフォンでアルバイト吹込みを続けた。同年11月にはポリドールから新譜発売された「忘られぬ花」がヒット。このときは池上利夫の名前を使っている。
福田青年は、学生歌手として活躍するが、当時使用した変名はニットーが「大川静夫」「松平利夫」（最末期のみ）、ポリドールが「池上利夫」、キングが「松平不二男」、タイヘイが「小川文夫」（同時期に楠木繁夫も使用）、テイチクが「松平不二夫」、パルロフォンが「松平不二男」「柳沢和彦」であった。

### コロムビア時代前半（1933〜36年）
コロムビアでの吹込みは1933年（昭和8年）3月新譜「かなしき夜」「港の雨」からである。いずれも江口夜詩作曲。コロムビアは古賀政男作曲の「サーカスの唄」の吹込みを藤山一郎を予定していた。だが、藤山一郎はビクターに入社。そこで、コロムビアは、松平晃を抜擢し吹込ませた。同社は藤山一郎のその対抗馬ということで後輩である松平に期待したのである。その期待に応える形で松平は古賀政男の作曲・「サーカスの唄」にて大ヒットを飛ばし、一気にスターダムの地位へ上りつめる。
同年11月、松平は東京音楽学校を中退した。レコード吹込みが学校当局で問題になっており、流行歌手の途を選択した。翌1934年（昭和9年）から正式に「松平晃」として専属契約を結ぶこととなった。コロムビアは、すでに江口夜詩―松平晃コンビに力をいれており、同年4月に古賀がテイチクに移籍した後は、コロムビアの看板歌手になる。同年1月新譜「希望の首途」、2月新譜「急げ幌馬車」、11月新譜「曠野を行く」がヒットしている。殊に「急げ幌馬車」は旧満州を舞台として放浪の旅人の姿やその恋愛模様を描いた「曠野物」・「大陸歌謡」ブームの火付け役となり、松平自身も青春歌謡と併せ大いに得意とした。但し「希望の首途」は実際には発売当時はヒット曲ではなく、当時レコード会社が新聞紙上に広告を打って大々的にPRしたため、後世の懐メロ本で「ヒット曲」扱いされたとする説もある。
こうして中野忠晴と並びコロムビアの看板歌手となった松平は、1934年（昭和9年）から1936年（昭和11年）にかけて、ビクター→テイチクの藤山一郎、ポリドールの東海林太郎と並び、流行歌の一時代を築き上げることになる。「曠野を行く」で組んだ豆千代とのデュエット「夕日は落ちて」、松竹映画主題歌の「人妻椿」などの大ヒットを続ける一方で、甘いマスクが買われスクリーンにも活躍。日活映画「花嫁日記」をはじめ、新興キネマ「初恋日記」、松竹映画「純情二重奏」、東宝映画「歌えば天国」と数多くの映画にも出演している。
しかし、私生活、殊に恋愛関係では一途すぎる性格が災いしてトラブルが相次いだ。たとえば「花嫁日記」で共演した市川春代に思いを寄せたが、周囲の反対に嫌気をさして自殺未遂を起こしている。また、主演した「初恋日記」では相手役の伏見信子と婚約までしたが、スター同士のためお互いの生活にすれ違いが多いことや、松平との性格の不一致などのもあり、1年足らずで婚約破棄してしまったことなどがそれである。

### コロムビア時代後半（1936〜40年）
1936〜1938年（昭和11〜13年）にかけて、東海林太郎・上原敏のポリドールの道中物、藤山一郎、ディック・ミネ、楠木繁夫らが歌う古賀メロディーのテイチク、江口夜詩―松平晃のコロムビア、佐々木俊一が台頭するビクターと激しいヒット競争が展開した。昭和13年霧島昇・ミス・コロムビアが歌う「旅の夜風」が大ヒットし、コロムビアは映画主題歌で全盛期を迎える。1940年（昭和15年）からは古賀メロディーの第三期黄金時代を迎え、松平晃の人気も翳りが見えてきた。
松平は、淡谷のり子の「別れのブルース」のB面「泪のタンゴ」など甘い歌声を披露したが、昭和12年10月新譜で発売された「露営の歌」が大ヒットしたことにより、甘い抒情的なバリトンが得意であった松平は、戦時歌謡の吹込みが多くなる。またこの頃より戦地慰問に訪れたり、古川緑波率いる「ロッパ一座」の寸劇に出演したり、舞台にも活躍する。また新聞記事に感動して「石と兵隊」を自ら作曲したり、ポピュラーソング「夜の雨」を自ら歌詞を付けてレコーディングしたりしてもいる。だが、霧島昇の台頭により次第に松平の人気も翳りが見え、1938年（昭和13年）以降はスターダムからの凋落を見せ始める。
1938年（昭和13年）、伊藤久男、赤坂小梅、渡辺はま子、服部良一らと中国大陸を慰問した際、現地で流行していた「何日君再来」を採譜して持ち帰り、自らレコーディング。だが、コロムビアの方針で渡辺はま子盤が発売され、松平晃吹込みのレコードは発売されなかった。さらにそこに打撃を与えたのが1939年（昭和14年）4月の藤山一郎のテイチクからコロムビアへの移籍である。松平は、翌昭和15年（1940年）、「幻の故郷」を最後に専属契約を解消、コロムビアを去った。

### コロムビア以後（戦中）
コロムビアとの専属を解消した松平は、1941年（昭和16年）、タイヘイレコードに移籍する。自らの作曲作品「妹よ」などを吹込んだが、スローワルツの感傷曲は戦意高揚に合わずヒットしなかった。1942年（昭和17年）にはタイヘイがキングレコードに吸収され、フリーとなった。
これ以降、松平は慰問活動に重点を置くようになり、慰問団を結成してシンガポールや中国大陸など海外にも赴いていたため、レコードは1943年（昭和18年）にテイチクで吹込んだ「走れ日の丸銀輪部隊」の1枚が戦前・戦中では最後となった。
なおこの時に松平の前唄を務めたのが、当時新興キネマの女優であった森光子であった。松平は森とともに外地や国内の軍需工場の慰問活動を行っていたのである。

### コロムビア以後（戦後）
松平は内地で終戦を迎えた。1945年（昭和20年）暮れの『紅白音楽試合』に出場、「花言葉の唄」を歌う。キング、ポリドールで数曲吹き込むがあまりパッとしなかった。　
1949年（昭和24年）、ポリドールで6月新譜「久しぶりだよ」、9月新譜「伊豆のスーベニヤ」「伊東音頭」の3曲を出した後、1950年（昭和25年）キングレコードに移籍。ここで、江口夜詩と再会した。江口は戦後も岡晴夫、小畑実、津村謙らのヒット曲を作曲していた。
同年江口作詞・作曲の「湖畔の灯り」を吹込み、新天地での再起をはかろうとした。この年公演活動で渡航したブラジルで原因不明の血液病にかかり、何度も手術を受けた結果声が荒れ、さらに興行主のミスで日本へ戻れなくなり、約1年半足止めを食らうという不幸な事件に見舞われる。このため、帰国後にはせっかく結んだキングとの専属契約が切れており、結局「湖畔の灯り」がレコード歌手として最後の曲となってしまった。その後は、ラジオ東京（現・TBS）開局とともに始まった「素人のど自慢」の審査員を務めたりした。そして、後進の指導に傾注するようになっていく。
1956年（昭和31年）、東中野に松平晃歌謡学院を創立。松平の作曲である「風吹きがらす」でデビューしたテイチクの寿賀太郎をはじめ、ビクターの明石光司、東芝の五月女ひかりなどを育てている。歌謡学院での歌手の育成と並行し、作・編曲活動、また、請われれば往年のヒット曲をステージや放送で歌うなど、細々と活動を続けていたが、その過労がたたり、1961年（昭和36年）2月、歌謡学院の帰途に倒れ、翌3月8日、心筋梗塞症による心不全で49年の生涯を閉じた。霊前では、愛弟子たちが往年のヒット曲「花言葉の唄」を斉唱し、別れを惜しむ人々は厳かな雰囲気のなか歌声を聴きながら花束を捧げた。
没後も彼の業績を偲び、1969年（昭和44年）、藤山一郎の企画で、東京12チャンネル（現・テレビ東京）「なつかしの歌声」に松平晃を偲ぶ特集が放送され、翌年にはコロムビア創立60周年の企画としてLP「松平晃を偲んで」が発売されている。このLPによって松平晃の歌う「何日君再来」が初めて日の目を見たのであった。
1940年（昭和15年）に結婚した夫人との間に生まれた長女は、作曲家・福田和禾子。彼女は父の母校、東京藝術大学に進学し、父の遺志を継いで、多くの人に口ずさまれる作品を世に送り、「北風小僧の寒太郎」、卒業シーズンの定番曲「ありがとう・さようなら」などの作曲を手掛けている。亡父の親友であった藤山一郎は、晩年まで自分の演奏会には、ピアニストとして彼女を務めさせている。

## 代表曲
- 忘られぬ花　（1932）　※池上利夫名義
作詞：西岡水朗／作曲：江口夜詩／編曲：
- サーカスの唄　（1933）
作詞：西條八十／作曲：古賀政男／編曲：古賀政男
- 希望の首途　（1934）
作詞：久保田宵二／作曲：江口夜詩／編曲：江口夜詩
- 利根の舟歌　（1934）
作詞：高橋掬太郎／作曲：古関裕而／編曲：
- 急げ幌馬車　（1934）
作詞：島田芳文／作曲：江口夜詩／編曲：江口夜詩
- 曠野を行く　豆千代　（1934）
作詞：西岡水朗／作曲：江口夜詩／編曲：江口夜詩
- 夕日は落ちて　豆千代　（1935）
作詞：久保田宵二／作曲：江口夜詩／編曲：江口夜詩
- 人妻椿　（1936）
作詞：高橋掬太郎／作曲：竹岡信幸／編曲：奥山貞吉
- 花言葉の唄　伏見信子　（1936）
作詞：西條八十／作曲：池田不二男／編曲：仁木他喜雄
- 初恋日記　伏見信子　（1936）
作詞：高橋掬太郎／作曲：江口夜詩／編曲：江口夜詩
- 泪のタンゴ　（1937）
作詞：奥山靉詩／作曲：服部良一／編曲：服部良一
- 沖のかもめ　（1937）
作詞：久保田宵二／作曲：古関裕而／編曲：奥山貞吉
- 上海航路　（1938）
作詞：西條八十／作曲：竹岡信幸／編曲：奥山貞吉
- 小鳥売りの歌　（1939）
作詞：サトウ・ハチロー／作曲：服部良一／編曲：服部良一